# Asansör (Esmirna)

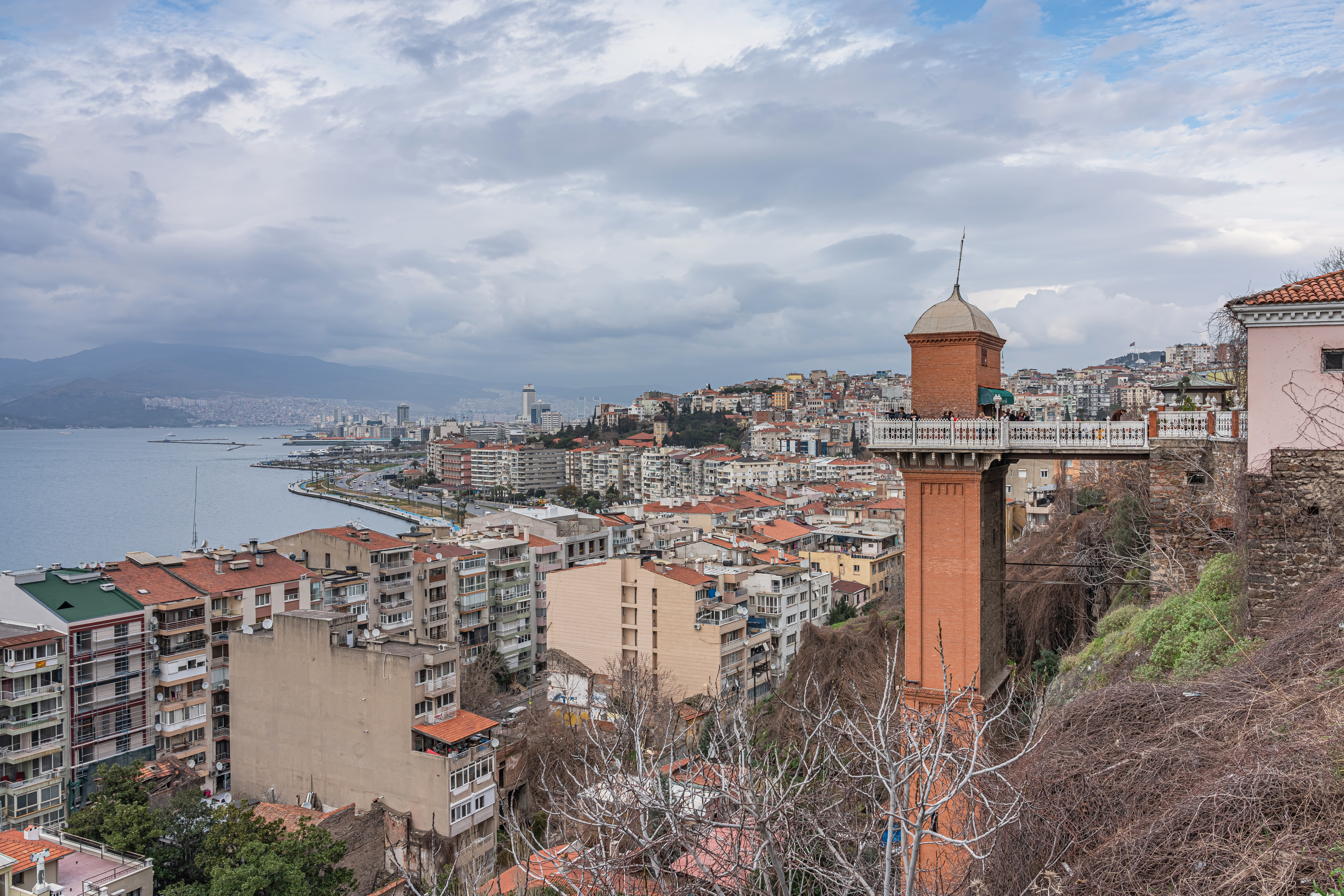

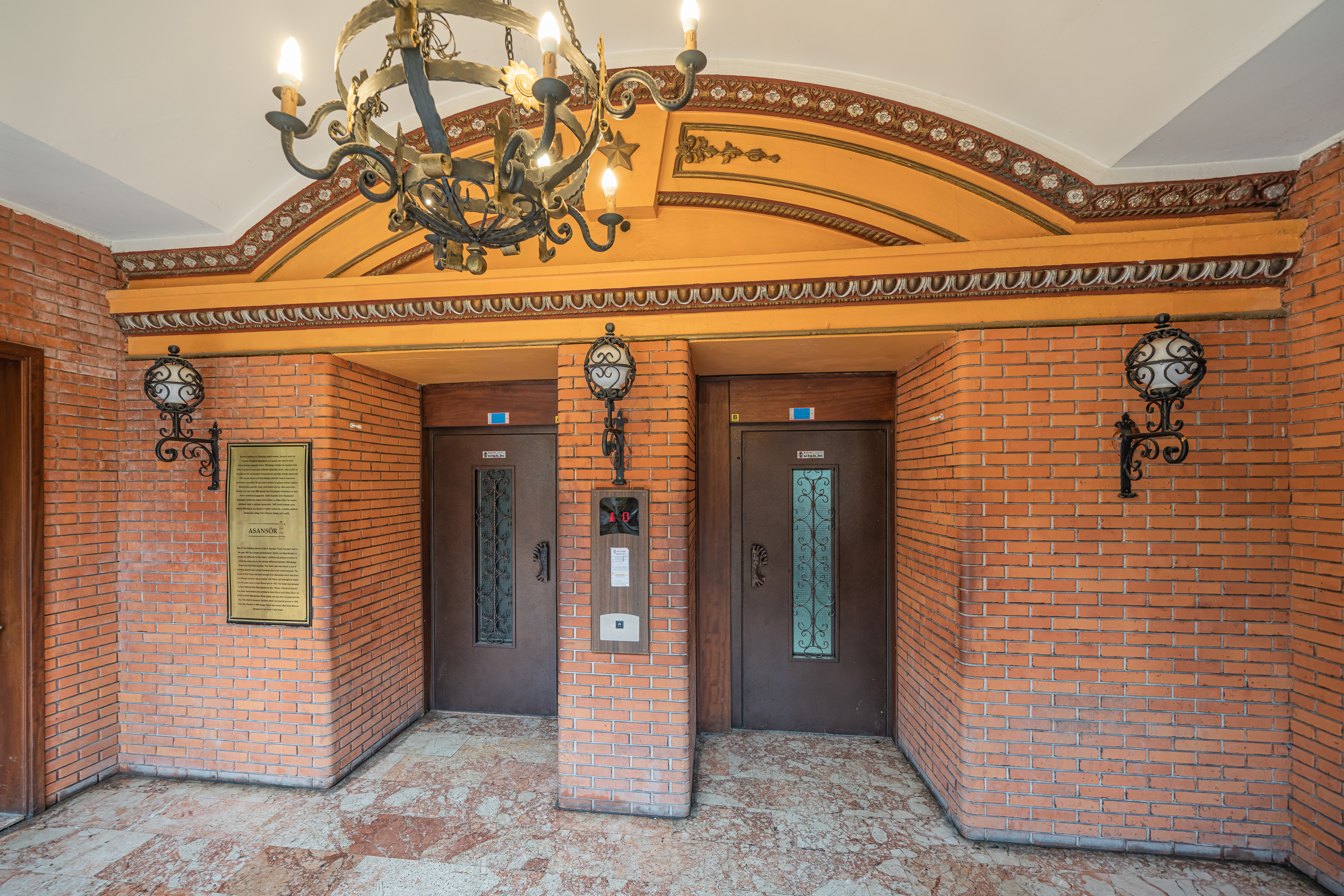

O Elevador de Esmirna, localmente conhecido como "Asansör", é um meio de transporte público localizado no bairro de Karataş na cidade turca de Esmirna. Tem 51 metros de altura e foi construído em 1907 por um judeu rico chamado Levi Nesim Bayraklıoğlu. Está localizado em um bairro onde moravam judeus bizantinos e próximo à maior Sinagoga de Esmirna (Sinagoga Beth Israel).